# Morfolina
La morfolina (nomi sistematici 1-ossa-4-azacicloesano o tetraidro-1,4-ossazina) è un composto organico eterociclico alifatico costituito da un anello a 6 membri, di cui quelli in posizione 1 e 4 sono rispettivamente un atomo di ossigeno e uno di azoto, avente formula C4H9NO e formula semistrutturale O(CH2CH2)2N-H. Funzionalmente, è sia un etere che un'ammina secondaria.
È un solvente versatile, solubile sia in acqua che nei comuni solventi organici, ma costituisce anche una molecola di partenza per la sintesi chimica e farmaceutica.

## Proprietà
La morfolina è un composto dotato di notevole stabilità termodinamica, ΔHƒ° = -186,7 ± 0,6 kJ/mol. A temperatura ambiente si presenta come un liquido incolore, igroscopico, infiammabile, dall'odore di ammina, completamente solubile in acqua (come il diossano) e avente praticamente la stessa densità, ma maggiore viscosità (2,23 cP); è molto solubile in alcool e etere e solubile nei comuni solventi organici, ed essa stessa è buon solvente di uso generale.
La molecola della morfolina adotta la conformazione del cicloesano a sedia, dove la posizione preferita dell'idrogeno amminico (legame N-H) è quella equatoriale.  La molecola in sé è discretamente polare (μ = 1,71 D), ma leggermente meno dell'acqua (μ = 1,86 D); il liquido ha tuttavia costante dielettrica medio-bassa (εr = 7,1334), ma comunque più alta sia della piperidina CH2(CH2CH2)2NH (εr = 5,90), che del diossano O(CH2CH2)2O (εr = 2,23).
Questa molecola eterociclica presenta sia un gruppo funzionale amminico (ammina secondaria), sia un gruppo funzionale etereo. Quest'ultimo aumenta la polarità della molecola rispetto alla piperidina (μ = 0,73 D) e non intralcia la sua normale reattività amminica. Come ogni ammina, la morfolina ha comportamento basico; il suo acido coniugato si chiama ione morfolinio, avente un pKa di 8,36, cui corrisponde un pKb della morfolina di 5,64; i suoi sali si ottengono, ad esempio, mediante reazione della morfolina con acido cloridrico, fornendo il corrispondente cloridrato, il cloruro di morfolinio [C4H10NO] +Cl –.

## Sintesi
La morfolina è ottenuta industrialmente per disidratazione della dietanolammina con acido solforico e concomitante ciclizzazione:

## Reattività
La morfolina subisce molte reazioni chimiche tipiche delle ammine secondarie, sebbene la presenza dell'atomo di ossigeno del gruppo etereo riduca in parte la densità elettronica disponibile sull'atomo di azoto, rendendolo sensibilmente meno basico (pKa = 8,36) rispetto alle ammine secondarie strutturalmente analoghe, come ad esempio la piperidina (pKa = 11,22) e la pirrolidina (pKa = 11,27).
Per trattamento con ipocloriti la morfolina fornisce la corrispondente clorammina:
O(CH2CH2)2N-H + NaOCl   →   O(CH2CH2)2N−Cl + NaOH
questa clorammina è ragionevolmente stabile da poter essere impiegata come reagente selettivo per la monoclorurazione di anelli benzenici attivati (SEAr).
Per reazione con alogenuri alchilici può alchilata a dare le corrispondenti ammine terziarie, come ad esempio la N-metilmorfolina, sebbene difficilmente la reazione non proceda oltre fino al sale di ammonio quaternario (reazione di quaternizzazione):
O(CH2CH2)2N-H + CH3−l   →   O(CH2CH2)2N−CH3 + HI
O(CH2CH2)2N−CH3 + CH3−l   →   O(CH2CH2)2N+(CH3)2 I−
I prodotti sono quindi i sali di N,N-dimetilmorfolinio; altrettanto può avvenire con altri alchili e altri anioni; in particolare, quelli di N-metil-N-alchilmorfolinio trovano largo impiego come elettroliti in liquidi ionici.
La N-metilmorfolina può essere ossidata con perossidi per dare l'N-ossido di N-metilmorfolina:
O(CH2CH2)2N−CH3 + H2O2   →   O(CH2CH2)2N+(CH3)−O− + H2O
e questo è un importante solvente della cellulosa e un ossidante selettivo nella cis-diidrossilazione di alcheni con tetrossido di osmio.
In quanto ammina secondaria, la morfolina, oltre alla piperidina e alla pirrolidina, è comunemente utilizzata per la sintesi delle enammine di aldeidi e chetoni che abbiano almeno un atomo di idrogeno in posizione alfa; la reazione in forma schematica è la seguente:
>N-H  +  O=CR–CH<   →   >N–CR=C<  (+ H2O)
Con l'acido nitroso, o con nitriti alcalini in ambiente acido, fornisce la corrispondente nitrosammina, la N-nitrosomorfolina:
O(CH2CH2)2N-H + HNO2   →   O(CH2CH2)2N−N=O + H2O
Inoltre, essa è ampiamente utilizzata nella sintesi organica come blocco di costruzione di molecole di interesse farmaceutico, come ad esempio nella preparazione dell'antibiotico linezolid, dell'agente antitumorale gefitinib (Iressa) e dell'analgesico dextromoramide.
Sia nella ricerca che nell'industria chimica, il suo basso costo e la sua polarità fanno della morfolina un solvente di uso comune per l'esecuzione di reazioni chimiche.

## Produttori
La maggior parte dei produttori di morfolina è ubicata in Europa e Stati Uniti d'America. Questi produttori sono in grado di coprire il fabbisogno sia per i mercati domestici sia per i mercati esteri.

## Usi

### Applicazioni industriali
La morfolina è un additivo comune, utilizzato in concentrazione dell'ordine delle parti per milione, per la regolazione del pH dei circuiti a vapore sia delle centrali termoelettriche sia di quelle nucleari.
Si utilizza la morfolina per il fatto che la sua volatilità è circa la stessa dell'acqua, cosicché, una volta solubilizzata in acqua, la sua concentrazione è approssimativamente la stessa sia nella fase liquida sia nella fase vapore.
La sua capacità di correzione del pH si distribuisce in tutto il circuito a vapore, fornendo protezione dalla corrosione.
La morfolina è spesso utilizzata insieme a basse concentrazioni di idrazina o ammoniaca per garantire un trattamento chimico comprensivo completamente volatile per la protezione dalla corrosione dei circuiti a vapore di questi impianti. 
La morfolina si decompone in maniera ragionevolmente lenta in assenza di ossigeno alle elevate temperature e pressioni presenti in questi sistemi a vapore.

### Agricoltura

#### Come rivestimento protettivo per la frutta
La morfolina è utilizzata come emulsionante chimico nel procedimento di ricopertura cerosa della frutta.
In natura, i frutti producono cere per proteggersi da attacchi da insetti e funghi, ma queste possono andar perse quando la frutta è pulita. Si applica quindi una piccola quantità di nuova cera per sostituire quella andata persa. 
La morfolina è utilizzata come emulsionante e adiuvante per la solubilizzazione della gommalacca, che è impiegata come cera per la ricopertura della frutta.
L'Unione europea ha vietato l'utilizzo di morfolina nel rivestimento della frutta.

#### Componente in fungicidi
I derivati della morfolina sono utilizzati in agricoltura come fungicidi a protezione delle coltivazioni di cereali. Essi sono noti come inibitori della biosintesi dell'ergosterolo.
I principali sono:
- Amorolfine
- Fenpropimorph
- Tridemorph